# Raymond Wells
Pour les articles homonymes, voir Wells.
Frank Wells Martin, connu sous le nom de scène Raymond Wells (parfois cité Raymond B. Wells) (né le 14 octobre 1880 à Anna, en Illinois et mort le 9 août 1941  à Los Angeles, en Californie) est un acteur et réalisateur américain.

## Filmographie

### Comme réalisateur
- 1916 : The Law and the Lady
- 1916 : Kinkaid, Gambler
- 1916 : The Lady From the Sea
- 1916 : The Caravan
- 1917 : Fighting for Love
- 1917 : Fighting Back
- 1917 : Fanatics
- 1917 : The Gunman's Gospel
- 1917 : The Fifth Boy
- 1917 : Mr. Dolan of New York
- 1917 : Love Aflame
- 1917 : The Pace That Kills
- 1917 : The Terror
- 1917 : The Hero of the Hour
- 1917 : The Saintly Sinner
- 1918 : His Enemy, the Law
- 1918 : Old Love for New
- 1918 : The Hand at the Window
- 1918 : Those Who Pay
- 1918 : Mlle. Paulette
- 1918 : The Man Above the Law
- 1918 : The Hard Rock Breed
- 1918 : The Law of the Great Northwest
- 1918 : The Flames of Chance
- 1919 : The Ranger of Pike'S Peak
- 1919 : In the Land of the Setting Sun
- 1928 : Souls Aflame
- 1928 : Fagasa

### Comme acteur
- 1915 : The Feud de Fred J. Butler
- 1915 : The Deadly Focus
- 1915 : The Sable Lorcha de Lloyd Ingraham
- 1915 : Old Heidelberg de John Emerson
- 1915 : Gridley'S Wife de Giles R. Warren
- 1916 : The Americano de John Emerson
- 1916 : Sunshine Dad de Eddie Dillon
- 1916 : The Flying Torpedo de Jack O'Brien
- 1917 : Anything Once de Joseph De Grasse
- 1926 : Oh What a Nurse! de Charles Reisner
- 1926 : Tony Runs Wild de Thomas Buckingham
- 1926 : The Yankee Senor de Emmett J. Flynn
- 1927 : Death Valley de Paul Powell
- 1927 : Jewels Of Desire de Paul Powell
- 1927 : The Thrill Seekers de Harry Revier
- 1928 : Burning Bridges de James P. Hogan
- 1935 : Trails Of Adventure de Buffalo Bill Jr.